# Carbon Hill (Ohio)
Carbon Hill é um lugar designado pelo censo localizado no condado de Hocking no estado estadounidense de Ohio. No Censo de 2010 tinha uma população de 233 habitantes e uma densidade populacional de 221,04 pessoas por km².

## Geografia
Carbon Hill encontra-se localizado nas coordenadas 39° 30′ 08″ N, 82° 14′ 34″ O. Segundo o Departamento do Censo dos Estados Unidos, Carbon Hill tem uma superfície total de 1.05 km², da qual 1.05 km² correspondem a terra firme e (0.49%) 0.01 km² é água.

## Demografia
Segundo o censo de 2010, tinha 233 pessoas residindo em Carbon Hill. A densidade populacional era de 221,04 hab./km². Dos 233 habitantes, Carbon Hill estava composto pelo 94.85% brancos, 0% eram afroamericanos, 1.72% eram amerindios, 1.29% eram asiáticos, 0% eram insulares do Pacífico, 0.43% eram de outras raças e o 1.72% pertenciam a duas ou mais raças. Do total da população 0.43% eram hispanos ou latinos de qualquer raça.